# Kū
Pour l'un des cinq éléments de la philosophie japonaise appelé « Kû », voir Godai.

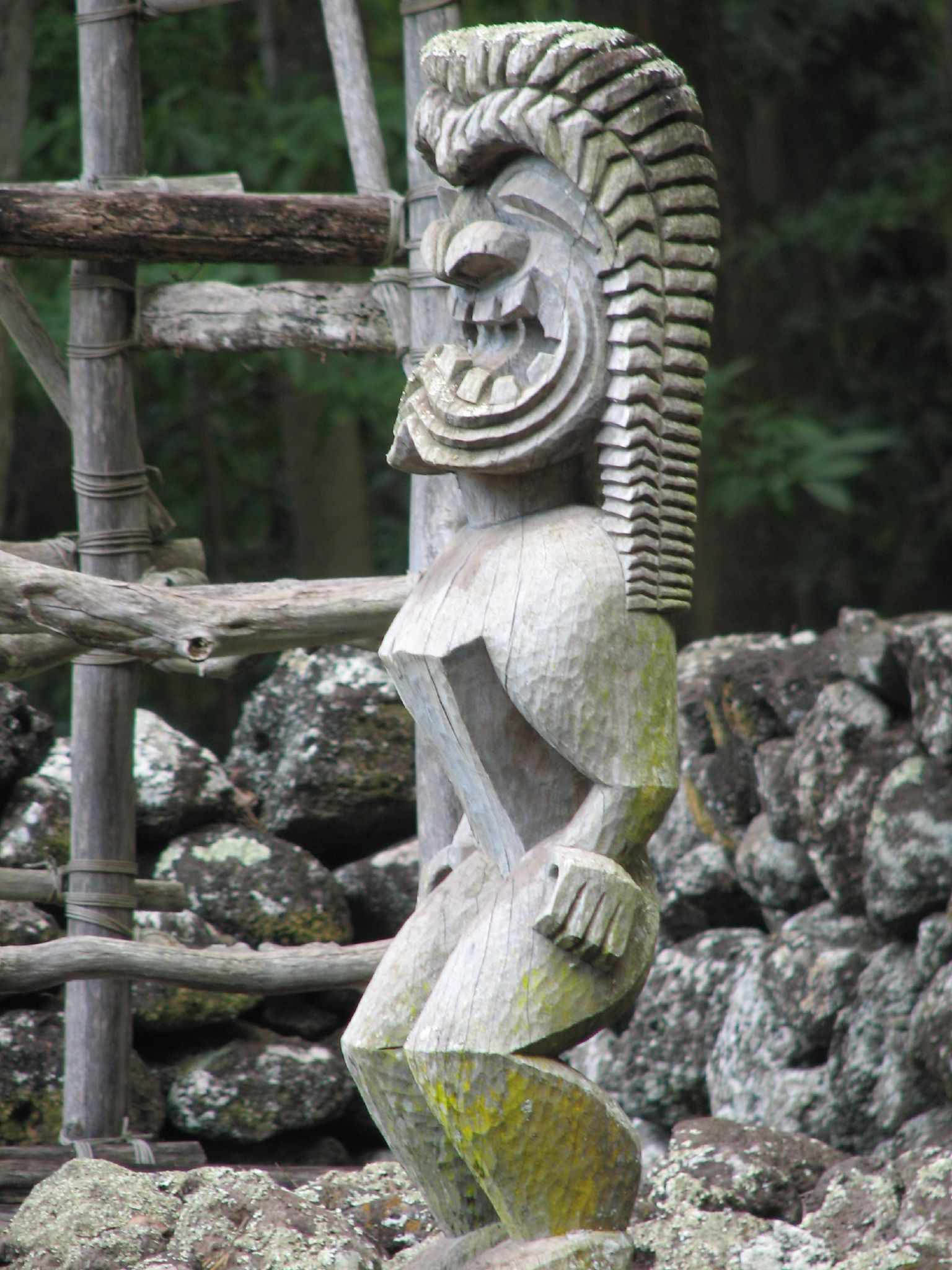
Statuette en bois de Kū dans un Heiau.

Kū ou Kū-ka-ili-moku est le dieu de la guerre de la mythologie hawaïenne. Avec Kanaloa, Kāne et Lono, il fait partie des quatre divinités les plus importantes des Hawaïens. Il est l'époux de la déesse Hina.

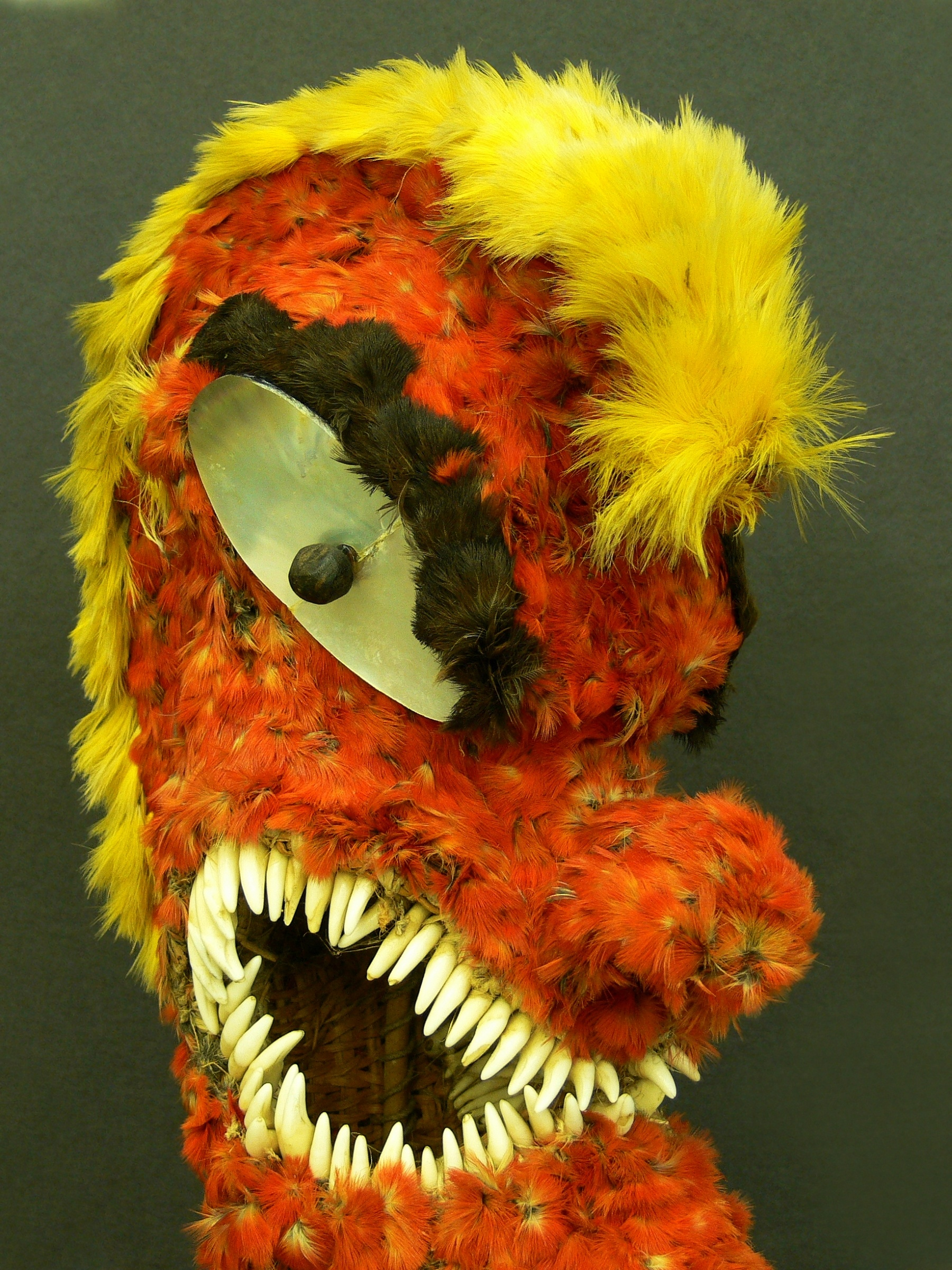
Effigie en plume de Kū.

## Noms de Kū
En raison de la multiplicité inhérente aux concepts hawaïens de divinité, le Kū peut être invoqué sous de nombreux noms, qui font référence à des manifestations subordonnées du dieu.

### Forêt et pluie
- Ku-moku-tihi (le ku s'étend sur la terre)
- Ku-pulupulu (Ku du sous-bois)
- Kū-olono-wao (Ku de la forêt profonde)
- Ku-holoholo-pali (descente des marches)
- Ku-pepeiao-loa/-poko (Ku grande et petite oreille)
- Kupa-ai-ke'e (Attaquer le canoë)
- Ku-maunga (Ku de la montagne)
- Ku-ka-lau-laka (Ku de l'arbre ohia-lehua)
- Ku-ka-ieie (Ku de la vigne sauvage du pandanus)

### Élevage
- Ku-ka-o-o (Ku du bâton de creusement)
- Ku-kuila (Ku de l'agriculture sèche)
- Ku-keolowalu (Ku de l'agriculture humide)

### Pêche
- Ku-ula ou Ku-ula-kai (ku de l'abondance de la mer)

### Guerre
- Ku-nui-akea (Ku le suprême)
- Ku-kaili-moku (voleur de terres Ku)
- Ku-keoloewa (Ku le supporter)
- Ku-hoʻoneʻenuʻu (Ku rassemblant la terre)

### Rituel
- Ku-waha-ilo (ku de la bouche tueuse de mouches)[1]

## Religion
Il est connu comme le dieu de la guerre et le mari de la déesse Hina s'en est servi pour suggérer un dualisme, car le mot "kū" en langue hawaïenne signifiait "se tenir debout" alors qu'un sens du mot est tomber. Cette analyse n'est pas corroborée par des preuves provenant d'autres langues polynésiennes qui distinguent l'original "ng" et "n". La contrepartie de Hina en Nouvelle-Zélande, par exemple, est Hina, associée à la lune, plutôt que Hinga, "tombée". Ainsi, le nom hawaïen Hina est probablement plutôt lié à l’autre sens du mot, désignant une couleur gris argenté (comme la pleine lune). En effet la lune s'appelle Mahina en langue hawaïenne. Selon la croyance, Kū, Kāne et Lono ont illuminé le monde. Ce sont des dieux incréés qui existeraient depuis l'éternité.

## Statues gardiennes de Kamehameha I
Kūkaʻilimoku était le gardien de Kamehameha I - roi fondateur du royaume d'Hawaï - qui a érigé des monuments à la divinité du centre royal de la baie d'Holualoa et à sa résidence à Kamakahonu. Trois grandes statues du dieu Kū ont été réunies pour la première fois en près de 200 ans au Bishop Museum de Honolulu en 2010. Ils ont été dédicacés par Kamehameha dans l’un de ses temples de l'archipel à la fin du XVIIIe ou au début du XIXe siècle. Le Bishop Museum, le musée Peabody Essex à Salem, dans le Massachusetts, et le British Museum à Londres ont ensuite fait l'acquisition de ces statues très populaires (on n'en connaît pas d'autres à ce jour).
Une image du dieu à plumes du Bishop Museum, à Honolulu, serait une image de Kū inspirée de l’image de Kamehameha I. Cependant, il est encore difficile de savoir si toutes les images de dieu à plumes représentent Kū.

## Dieu (Dieu)
Il est connu comme le dieu de la guerre, de la politique, de l'agriculture et de la pêche.

## Kinolau (incarnations et formes physiques du dieu)
Manō (Requin), ʻIo (faucon hawaïen), Niuhi (Homme mangeant le requin), ʻĪlio (chien) et Iʻa ʻUla (poisson rouge) notamment.